# Karukh (distrikt)
Karukh är ett distrikt i Afghanistan. Det ligger i provinsen Herat, i den nordvästra delen av landet, 600 kilometer väster om huvudstaden Kabul. Administrativ huvudort är Karukh.
Distriktet beräknades år 2022 ha cirka 75 000 invånare.